# Port lotniczy Sam Neua
Port lotniczy Sam Neua (IATA: NEU, ICAO: VLSN) – port lotniczy położony w Sam Neua w Laosie.